# 加斯帕罗·孔塔里尼
加斯帕罗·孔塔里尼（英語：Gasparo Contarini，1483年10月16日—1542年8月24日），文艺复兴时期欧洲意大利外交家与主教。出生于一个威尼斯的贵族家庭，在帕多瓦大学完成学业后开始其外交家生涯，后又参加宗教活动。他常于政治学与神学方面的研究工作，其著作《威尼斯共和国和政府》一书反映了公元15世纪至16世纪前后威尼斯共和国的政治状况。

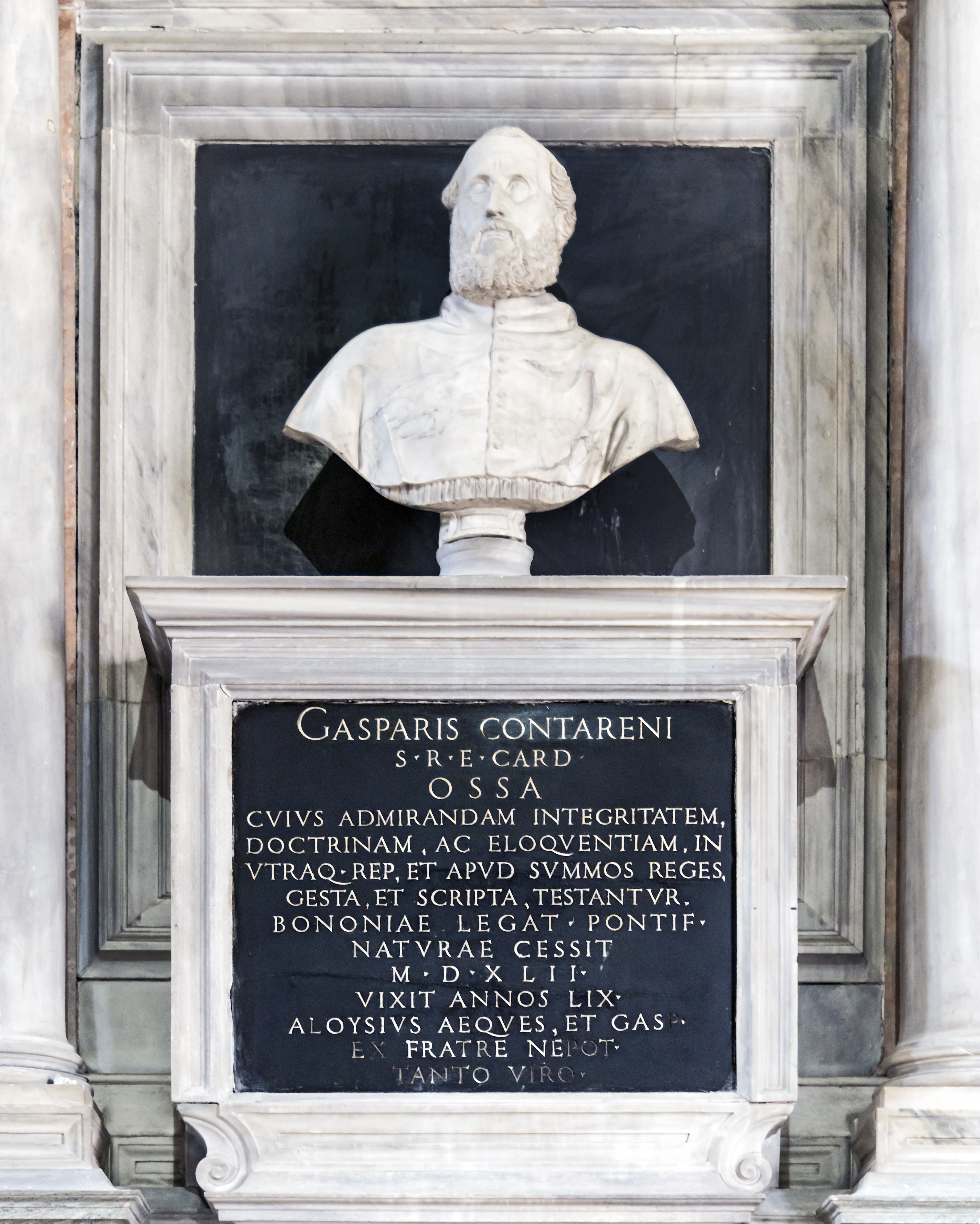
他在威尼斯的墳墓